# Veenendaal-Veenendaal Classic féminine 2022
La 2e édition de la Veenendaal-Veenendaal Classic féminine, a lieu le 20 mai 2022. La course fait partie du calendrier international féminin UCI 2022 en catégorie 1.1. Elle est remportée par la Française Gladys Verhulst.

## Équipes
| UCI Women's WorldTeams (2)- Team Jumbo-Visma - Liv Racing Xstra Équipes féminines continentales (10)- AG Insurance NXTG - Andy Schleck-CP NVST-Immo Losch - Coop-Hitec Products - GT Krush Tunap - Lotto Soudal Ladies - Multum Accountants - Parkhotel Valkenburg - Plantur-Pura - Rupelcleaning - Valcar-Travel & Service Équipe amateur- VD Velden Adviseurs Équipe féminines amateur (10)- Jan van Arckel - Lviv Cycling Team - Merida Adelaar Ladies - NWVG - Proximus-Alphamotorhomes - Restore - Team Drenthe - Talent Development Team - WV de Amstel - Watersley R&D |
| |

## Récit de la course
La météo est pluvieuse. Karlijn Swinkels et Gladys Verhulst s'échappent. Elles se départagent au sprint et cette dernière s'impose.

## Classements

### Classement final
| \| Classement général \| Classement général \| Classement général \| Classement général \| Classement général \| \| Coureuse \| Coureuse \| Pays \| Équipe \| Temps \| \| ------------------ \| ------------------ \| ------------------ \| ---------------------------------- \| ------------------ \| \| 1re \| Gladys Verhulst \| France \| Le Col-Wahoo \| 3 h 36 min 06 s \| \| 2e \| Karlijn Swinkels \| Pays-Bas \| Team Jumbo-Visma \| + 0 s \| \| 3e \| Rachele Barbieri \| Italie \| Liv Racing Xstra \| + 42 s \| \| 4e \| Danique Braam \| Pays-Bas \| Bingoal-Chevalmeire-Van Eyck Sport \| + 42 s \| \| 5e \| Marianne Vos \| Pays-Bas \| Team Jumbo-Visma \| + 42 s \| \| 6e \| Maike van der Duin \| Pays-Bas \| Le Col-Wahoo \| + 42 s \| \| 7e \| Marthe Truyen \| Belgique \| Plantur-Pura \| + 42 s \| \| 8e \| Marith Vanhove \| Belgique \| Parkhotel Valkenburg \| + 42 s \| \| 9e \| Ilaria Sanguineti \| Italie \| Valcar-Travel & Service \| + 42 s \| \| 10e \| Jip van den Bos \| Pays-Bas \| Team Jumbo-Visma \| + 42 s \| |                    |          |                                    |                 |
| |                    |          |                                    |                 |
| Source : Cycling Quotient |                    |          |                                    |                 |
| Classement général |                    |          |                                    |                 |
| Coureuse | Coureuse           | Pays     | Équipe                             | Temps           |
| 1re | Gladys Verhulst    | France   | Le Col-Wahoo                       | 3 h 36 min 06 s |
| 2e | Karlijn Swinkels   | Pays-Bas | Team Jumbo-Visma                   | + 0 s           |
| 3e | Rachele Barbieri   | Italie   | Liv Racing Xstra                   | + 42 s          |
| 4e | Danique Braam      | Pays-Bas | Bingoal-Chevalmeire-Van Eyck Sport | + 42 s          |
| 5e | Marianne Vos       | Pays-Bas | Team Jumbo-Visma                   | + 42 s          |
| 6e | Maike van der Duin | Pays-Bas | Le Col-Wahoo                       | + 42 s          |
| 7e | Marthe Truyen      | Belgique | Plantur-Pura                       | + 42 s          |
| 8e | Marith Vanhove     | Belgique | Parkhotel Valkenburg               | + 42 s          |
| 9e | Ilaria Sanguineti  | Italie   | Valcar-Travel & Service            | + 42 s          |
| 10e | Jip van den Bos    | Pays-Bas | Team Jumbo-Visma                   | + 42 s          |

### Points UCI
| Position           | 1er | 2e | 3e | 4e | 5e | 6e | 7e | 8e | 9e | 10e | 11e | 12e | 13e à 15e | 16e à 25e |
| Classement général | 125 | 85 | 70 | 60 | 50 | 40 | 35 | 30 | 25 | 20  | 15  | 10  | 5         | 3         |

## Liste des partantes
| Légende | Légende                                                                        | Légende | Légende                                                    |
| ------- | ------------------------------------------------------------------------------ | ------- | ---------------------------------------------------------- |
| Num     | Dossard de départ porté par le coureur sur cette Veenendaal-Veenendaal Classic | Pos     | Position à l'arrivée de la course                          |
|         | Indique un maillot de champion national ou mondial, suivi de sa spécialité     | NP      | Indique un coureur qui n'a pas pris le départ de la course |
| AB      | Indique un coureur qui n'a pas terminé la course                               | HD      | Indique un coureur qui a terminé la course hors des délais |

| Team Jumbo-Visma TJV | Team Jumbo-Visma TJV   | Team Jumbo-Visma TJV |
| -------------------- | ---------------------- | -------------------- |
| Num                  | Coureuse               | Pos                  |
| 1                    | Marianne Vos (NED)     | 5e                   |
| 2                    | Teuntje Beekhuis (NED) | 40e                  |
| 3                    | Riejanne Markus (NED)  | 27e                  |
| 4                    | Aafke Soet (NED)       | 51e                  |
| 5                    | Karlijn Swinkels (NED) | 2e                   |
| 6                    | Jip van den Bos (NED)  | 10e                  |

| Liv Racing Xstra LIV | Liv Racing Xstra LIV      | Liv Racing Xstra LIV |
| -------------------- | ------------------------- | -------------------- |
| Num                  | Coureuse                  | Pos                  |
| 11                   | Rachele Barbieri (ITA)    | 3e                   |
| 12                   | Eva Buurman (NED)         | 67e                  |
| 13                   | Valerie Demey (BEL)       | 80e                  |
| 16                   | Amber van der Hulst (NED) | 105e                 |

| AG Insurance NXTG AGI | AG Insurance NXTG AGI    | AG Insurance NXTG AGI |
| --------------------- | ------------------------ | --------------------- |
| Num                   | Coureuse                 | Pos                   |
| 21                    | Mylène de Zoete (NED)    | AB                    |
| 22                    | Britt Knaven (BEL)       | 96e                   |
| 23                    | Senne Knaven (BEL)       | AB                    |
| 24                    | Yuli Van der Molen (NED) | 72e                   |
| 25                    | Eline Van Rooijen (NED)  | 84e                   |
| 26                    | Ally Wollaston (NZL)     | 21e                   |

| Andy Schleck-CP NVST-Immo Losch ASC | Andy Schleck-CP NVST-Immo Losch ASC | Andy Schleck-CP NVST-Immo Losch ASC |
| ----------------------------------- | ----------------------------------- | ----------------------------------- |
| Num                                 | Coureuse                            | Pos                                 |
| 31                                  | Fabienne Buri (SUI)                 | 35e                                 |
| 32                                  | Georgia Danford (AUS)               | 17e                                 |
| 33                                  | Kerry Jonker (RSA)                  | AB                                  |
| 34                                  | Léna Mettraux (SUI)                 | AB                                  |
| 35                                  | Lisa Müllenberg (NED)               | AB                                  |
| 36                                  | Sarah Rijkes (AUT)                  | 93e                                 |

| Bingoal-Chevalmeire-Van Eyck Sport BCV | Bingoal-Chevalmeire-Van Eyck Sport BCV | Bingoal-Chevalmeire-Van Eyck Sport BCV |
| -------------------------------------- | -------------------------------------- | -------------------------------------- |
| Num                                    | Coureuse                               | Pos                                    |
| 41                                     | Minke Bakker (NED)                     | 68e                                    |
| 42                                     | Caren Commissaris (NED)                | 55e                                    |
| 43                                     | Danique Braam (NED)                    | 4e                                     |
| 44                                     | Noa Jansen (NED)                       | AB                                     |
| 45                                     | Claudia Jongerius (NED)                | 52e                                    |

| GT Krush Tunap BPC | GT Krush Tunap BPC           | GT Krush Tunap BPC |
| ------------------ | ---------------------------- | ------------------ |
| Num                | Coureuse                     | Pos                |
| 51                 | Marissa Baks (NED)           | 104e               |
| 52                 | Femke de Vries (NED)         | 107e               |
| 53                 | Daniek Hengeveld (NED)       | 59e                |
| 54                 | Carola van de Wetering (NED) | 54e                |
| 55                 | Melissa van Neck (CZE)       | 100e               |
| 56                 | Petra Welmers (NED)          | AB                 |

| IBCT IBC | IBCT IBC                       | IBCT IBC |
| -------- | ------------------------------ | -------- |
| Num      | Coureuse                       | Pos      |
| 61       | Loes Adegeest (NED)            | 79e      |
| 62       | Megan Armitage (IRL)           | 76e      |
| 63       | Haylee Fuller (AUS)            | 77e      |
| 64       | Antonia Gröndahl (FIN) (route) | 63e      |
| 65       | Lucy Mayrhofer (GER)           | 47e      |
| 66       | Georgia Whitehouse (AUS)       | 92e      |

| Lotto Soudal Ladies LSL | Lotto Soudal Ladies LSL  | Lotto Soudal Ladies LSL |
| ----------------------- | ------------------------ | ----------------------- |
| Num                     | Coureuse                 | Pos                     |
| 71                      | Eefje Brandt (BEL)       | 78e                     |
| 72                      | Esmée Gielkens (BEL)     | 64e                     |
| 73                      | Marla Sigmund (GER)      | AB                      |
| 74                      | Sterre Vervloet (BEL)    | 106e                    |
| 75                      | Elise vander Sande (BEL) | 31e                     |

| Multum Accountants MUL | Multum Accountants MUL   | Multum Accountants MUL |
| ---------------------- | ------------------------ | ---------------------- |
| Num                    | Coureuse                 | Pos                    |
| 81                     | Fien De Wispelaere (BEL) | AB                     |
| 82                     | Juliet Eickhof (NED)     | 71e                    |
| 83                     | Mareille Meijering (NED) | 14e                    |
| 84                     | Marthe Goossens (BEL)    | 30e                    |
| 85                     | Elisa Serné (NED)        | 43e                    |
| 86                     | Céline van Houtum (NED)  | 24e                    |

| Parkhotel Valkenburg PHV | Parkhotel Valkenburg PHV   | Parkhotel Valkenburg PHV |
| ------------------------ | -------------------------- | ------------------------ |
| Num                      | Coureuse                   | Pos                      |
| 91                       | Leonie Bos (NED)           | AB                       |
| 92                       | Belle De Gast (NED)        | 83e                      |
| 93                       | Quinty Schoens (NED)       | 46e                      |
| 94                       | Rosalie Van der Wolf (NED) | 75e                      |
| 95                       | Sofie van Rooijen (NED)    | 37e                      |
| 96                       | Marith Vanhove (BEL)       | 8e                       |

| Plantur-Pura PLP | Plantur-Pura PLP                 | Plantur-Pura PLP |
| ---------------- | -------------------------------- | ---------------- |
| Num              | Coureuse                         | Pos              |
| 101              | Ceylin del Carmen Alvarado (NED) | 34e              |
| 102              | Anna Kay (GBR)                   | 13e              |
| 103              | Marion Norbert-Riberolle (BEL)   | AB               |
| 104              | Marthe Truyen (BEL)              | 7e               |
| 105              | Laura Süßemilch (GER)            | 29e              |
| 106              | Aniek van Alphen (NED)           | 45e              |

| Coop-Hitec Products HPU | Coop-Hitec Products HPU | Coop-Hitec Products HPU |
| ----------------------- | ----------------------- | ----------------------- |
| Num                     | Coureuse                | Pos                     |
| 121                     | Emma Boogaard (NED)     | AB                      |
| 122                     | Tiril Jørgensen (NOR)   | 22e                     |
| 123                     | Mari Hole Mohr (NOR)    | 41e                     |
| 124                     | Nicole Steigenga (NED)  | 16e                     |
| 125                     | Sylvie Swinkels (NED)   | 28e                     |
| 126                     | Nora Tveit (NOR)        | AB                      |

| Valcar-Travel & Service VAL | Valcar-Travel & Service VAL | Valcar-Travel & Service VAL |
| --------------------------- | --------------------------- | --------------------------- |
| Num                         | Coureuse                    | Pos                         |
| 131                         | Anastasia Carbonari (LAT)   | 12e                         |
| 132                         | Carlotta Cipressi (ITA)     | 62e                         |
| 133                         | Karolina Kumięga (POL)      | AB                          |
| 134                         | Ilaria Sanguineti (ITA)     | 9e                          |
| 135                         | Margaux Vigié (FRA)         | 11e                         |
| 136                         | Emma Redaelli (ITA)         | 85e                         |

| Proximus-Alphamotorhomes ___ | Proximus-Alphamotorhomes ___ | Proximus-Alphamotorhomes ___ |
| ---------------------------- | ---------------------------- | ---------------------------- |
| Num                          | Coureuse                     | Pos                          |
| 142                          | Ilse Grit (NED)              | 32e                          |
| 143                          | Trine Holmsgaard             | 53e                          |
| 144                          | Tessa Neefjes (NED)          | AB                           |
| 145                          | Jinse Peeters (BEL)          | AB                           |
| 146                          | Nienke Wasmus (NED)          | 25e                          |

| Lviv Cycling Team LCW | Lviv Cycling Team LCW    | Lviv Cycling Team LCW |
| --------------------- | ------------------------ | --------------------- |
| Num                   | Coureuse                 | Pos                   |
| 151                   | Alicia Evans (NZL)       | AB                    |
| 152                   | Kseniya Fedotova (UKR)   | 44e                   |
| 153                   | Hanna Johansson (SWE)    | AB                    |
| 154                   | Karolina Perekitko (POL) | 48e                   |

| Sans équipe ___ | Sans équipe ___       | Sans équipe ___ |
| --------------- | --------------------- | --------------- |
| Num             | Coureuse              | Pos             |
| 155             | Margarita Lopez (ESP) | AB              |

| Lviv Cycling Team LCW | Lviv Cycling Team LCW | Lviv Cycling Team LCW |
| --------------------- | --------------------- | --------------------- |
| Num                   | Coureuse              | Pos                   |
| 156                   | Olena Sharga (UKR)    | 81e                   |

| Jan van Arckel ___ | Jan van Arckel ___         | Jan van Arckel ___ |
| ------------------ | -------------------------- | ------------------ |
| Num                | Coureuse                   | Pos                |
| 161                | Eva Bijwaard (NED)         | AB                 |
| 162                | Lieke van der Draaij (NED) | AB                 |
| 163                | Tessa Dijksman (NED)       | AB                 |
| 164                | Paulien Koster (NED)       | 94e                |
| 165                | Puck Moonen (NED)          | 86e                |
| 166                | Inez Beijer (NED)          | 61e                |

| Merida Adelaar Ladies ___ | Merida Adelaar Ladies ___ | Merida Adelaar Ladies ___ |
| ------------------------- | ------------------------- | ------------------------- |
| Num                       | Coureuse                  | Pos                       |
| 171                       | Eline Jansen (NED)        | 60e                       |
| 172                       | Arenda Middendorp (NED)   | AB                        |
| 173                       | Femke Mossinkoff (NED)    | 91e                       |
| 174                       | Cornelie Smorenburg (NED) | AB                        |
| 175                       | Laura van Ramshorst (NED) | AB                        |
| 176                       | Miriam Fuselier (NED)     | AB                        |

| John Deere NWVG ___ | John Deere NWVG ___    | John Deere NWVG ___ |
| ------------------- | ---------------------- | ------------------- |
| Num                 | Coureuse               | Pos                 |
| 181                 | Lisa Bouwers (NED)     | AB                  |
| 182                 | Rixt Hoogland (NED)    | 33e                 |
| 183                 | Wendy Oosterwoud (NED) | 95e                 |
| 184                 | Tessa Bergsma (NED)    | AB                  |
| 186                 | Fleur Smith (NED)      | AB                  |

| Restore ___ | Restore ___                  | Restore ___ |
| ----------- | ---------------------------- | ----------- |
| Num         | Coureuse                     | Pos         |
| 191         | Aranka Berends (NED)         | AB          |
| 192         | Femke de Graaff (NED)        | AB          |
| 193         | Matilda Raynolds (AUS)       | 15e         |
| 194         | Yonna Van Dam (NED)          | AB          |
| 195         | Jennifer van der Voort (NED) | 65e         |
| 196         | Myrthe Willemsen (NED)       | AB          |

| Talent Cycling ___ | Talent Cycling ___          | Talent Cycling ___ |
| ------------------ | --------------------------- | ------------------ |
| Num                | Coureuse                    | Pos                |
| 201                | Lieske Coumans (NED)        | 101e               |
| 202                | Violinde den Breeijen (NED) | 56e                |
| 203                | Norah Minck (NED)           | AB                 |
| 204                | Lieke van Weereld (NED)     | AB                 |
| 205                | Esther Van der Burg (NED)   | AB                 |
| 206                | Lieke van Zeelst (NED)      | 73e                |

| Team Drenthe ___ | Team Drenthe ___             | Team Drenthe ___ |
| ---------------- | ---------------------------- | ---------------- |
| Num              | Coureuse                     | Pos              |
| 211              | Liena de Jong (NED)          | 102e             |
| 212              | Elke Oude Weernink (NED)     | 20e              |
| 213              | Meike Uiterwijk Winkel (NED) | AB               |
| 214              | Jip van Elst (NED)           | AB               |
| 215              | Marlies Vos (NED)            | 42e              |
| 216              | Floor Weerink (NED)          | 103e             |

| WV de Amstel ___ | WV de Amstel ___        | WV de Amstel ___ |
| ---------------- | ----------------------- | ---------------- |
| Num              | Coureuse                | Pos              |
| 221              | Nikky Alberts (NED)     | 99e              |
| 222              | Lisanne Immerzeel (NED) | AB               |
| 223              | Puck Pinxt (NED)        | AB               |
| 224              | Tessa Sandberg (NED)    | 88e              |
| 225              | Marike Veldhuis (NED)   | 98e              |

| Watersley R&D Cycling Team ___ | Watersley R&D Cycling Team ___ | Watersley R&D Cycling Team ___ |
| ------------------------------ | ------------------------------ | ------------------------------ |
| Num                            | Coureuse                       | Pos                            |
| 232                            | Karlijn Koops (NED)            | AB                             |
| 233                            | Ellie Parry (GBR)              | AB                             |
| 234                            | Iris Timmermans (NED)          | 39e                            |
| 235                            | Sophia Zwaan (NED)             | 49e                            |
| 236                            | Karin Söderqvist (SWE)         | AB                             |

| VD Velden Adviseurs ___ | VD Velden Adviseurs ___  | VD Velden Adviseurs ___ |
| ----------------------- | ------------------------ | ----------------------- |
| Num                     | Coureuse                 | Pos                     |
| 241                     | Marjet Groen (NED)       | 66e                     |
| 243                     | Judith Krabbenborg (NED) | 69e                     |
| 244                     | Vera Tieleman (NED)      | AB                      |
| 245                     | Anna van Wersch (NED)    | 97e                     |
| 246                     | Deborah Veerman (NED)    | 38e                     |

| Team Jumbo-Visma TJV | Team Jumbo-Visma TJV   | Team Jumbo-Visma TJV |
| -------------------- | ---------------------- | -------------------- |
| Num                  | Coureuse               | Pos                  |
| 1                    | Marianne Vos (NED)     | 5e                   |
| 2                    | Teuntje Beekhuis (NED) | 40e                  |
| 3                    | Riejanne Markus (NED)  | 27e                  |
| 4                    | Aafke Soet (NED)       | 51e                  |
| 5                    | Karlijn Swinkels (NED) | 2e                   |
| 6                    | Jip van den Bos (NED)  | 10e                  |

| Liv Racing Xstra LIV | Liv Racing Xstra LIV      | Liv Racing Xstra LIV |
| -------------------- | ------------------------- | -------------------- |
| Num                  | Coureuse                  | Pos                  |
| 11                   | Rachele Barbieri (ITA)    | 3e                   |
| 12                   | Eva Buurman (NED)         | 67e                  |
| 13                   | Valerie Demey (BEL)       | 80e                  |
| 16                   | Amber van der Hulst (NED) | 105e                 |

| AG Insurance NXTG AGI | AG Insurance NXTG AGI    | AG Insurance NXTG AGI |
| --------------------- | ------------------------ | --------------------- |
| Num                   | Coureuse                 | Pos                   |
| 21                    | Mylène de Zoete (NED)    | AB                    |
| 22                    | Britt Knaven (BEL)       | 96e                   |
| 23                    | Senne Knaven (BEL)       | AB                    |
| 24                    | Yuli Van der Molen (NED) | 72e                   |
| 25                    | Eline Van Rooijen (NED)  | 84e                   |
| 26                    | Ally Wollaston (NZL)     | 21e                   |

| Andy Schleck-CP NVST-Immo Losch ASC | Andy Schleck-CP NVST-Immo Losch ASC | Andy Schleck-CP NVST-Immo Losch ASC |
| ----------------------------------- | ----------------------------------- | ----------------------------------- |
| Num                                 | Coureuse                            | Pos                                 |
| 31                                  | Fabienne Buri (SUI)                 | 35e                                 |
| 32                                  | Georgia Danford (AUS)               | 17e                                 |
| 33                                  | Kerry Jonker (RSA)                  | AB                                  |
| 34                                  | Léna Mettraux (SUI)                 | AB                                  |
| 35                                  | Lisa Müllenberg (NED)               | AB                                  |
| 36                                  | Sarah Rijkes (AUT)                  | 93e                                 |

| Bingoal-Chevalmeire-Van Eyck Sport BCV | Bingoal-Chevalmeire-Van Eyck Sport BCV | Bingoal-Chevalmeire-Van Eyck Sport BCV |
| -------------------------------------- | -------------------------------------- | -------------------------------------- |
| Num                                    | Coureuse                               | Pos                                    |
| 41                                     | Minke Bakker (NED)                     | 68e                                    |
| 42                                     | Caren Commissaris (NED)                | 55e                                    |
| 43                                     | Danique Braam (NED)                    | 4e                                     |
| 44                                     | Noa Jansen (NED)                       | AB                                     |
| 45                                     | Claudia Jongerius (NED)                | 52e                                    |

| GT Krush Tunap BPC | GT Krush Tunap BPC           | GT Krush Tunap BPC |
| ------------------ | ---------------------------- | ------------------ |
| Num                | Coureuse                     | Pos                |
| 51                 | Marissa Baks (NED)           | 104e               |
| 52                 | Femke de Vries (NED)         | 107e               |
| 53                 | Daniek Hengeveld (NED)       | 59e                |
| 54                 | Carola van de Wetering (NED) | 54e                |
| 55                 | Melissa van Neck (CZE)       | 100e               |
| 56                 | Petra Welmers (NED)          | AB                 |

| IBCT IBC | IBCT IBC                       | IBCT IBC |
| -------- | ------------------------------ | -------- |
| Num      | Coureuse                       | Pos      |
| 61       | Loes Adegeest (NED)            | 79e      |
| 62       | Megan Armitage (IRL)           | 76e      |
| 63       | Haylee Fuller (AUS)            | 77e      |
| 64       | Antonia Gröndahl (FIN) (route) | 63e      |
| 65       | Lucy Mayrhofer (GER)           | 47e      |
| 66       | Georgia Whitehouse (AUS)       | 92e      |

| Lotto Soudal Ladies LSL | Lotto Soudal Ladies LSL  | Lotto Soudal Ladies LSL |
| ----------------------- | ------------------------ | ----------------------- |
| Num                     | Coureuse                 | Pos                     |
| 71                      | Eefje Brandt (BEL)       | 78e                     |
| 72                      | Esmée Gielkens (BEL)     | 64e                     |
| 73                      | Marla Sigmund (GER)      | AB                      |
| 74                      | Sterre Vervloet (BEL)    | 106e                    |
| 75                      | Elise vander Sande (BEL) | 31e                     |

| Multum Accountants MUL | Multum Accountants MUL   | Multum Accountants MUL |
| ---------------------- | ------------------------ | ---------------------- |
| Num                    | Coureuse                 | Pos                    |
| 81                     | Fien De Wispelaere (BEL) | AB                     |
| 82                     | Juliet Eickhof (NED)     | 71e                    |
| 83                     | Mareille Meijering (NED) | 14e                    |
| 84                     | Marthe Goossens (BEL)    | 30e                    |
| 85                     | Elisa Serné (NED)        | 43e                    |
| 86                     | Céline van Houtum (NED)  | 24e                    |

| Parkhotel Valkenburg PHV | Parkhotel Valkenburg PHV   | Parkhotel Valkenburg PHV |
| ------------------------ | -------------------------- | ------------------------ |
| Num                      | Coureuse                   | Pos                      |
| 91                       | Leonie Bos (NED)           | AB                       |
| 92                       | Belle De Gast (NED)        | 83e                      |
| 93                       | Quinty Schoens (NED)       | 46e                      |
| 94                       | Rosalie Van der Wolf (NED) | 75e                      |
| 95                       | Sofie van Rooijen (NED)    | 37e                      |
| 96                       | Marith Vanhove (BEL)       | 8e                       |

| Plantur-Pura PLP | Plantur-Pura PLP                 | Plantur-Pura PLP |
| ---------------- | -------------------------------- | ---------------- |
| Num              | Coureuse                         | Pos              |
| 101              | Ceylin del Carmen Alvarado (NED) | 34e              |
| 102              | Anna Kay (GBR)                   | 13e              |
| 103              | Marion Norbert-Riberolle (BEL)   | AB               |
| 104              | Marthe Truyen (BEL)              | 7e               |
| 105              | Laura Süßemilch (GER)            | 29e              |
| 106              | Aniek van Alphen (NED)           | 45e              |

| Coop-Hitec Products HPU | Coop-Hitec Products HPU | Coop-Hitec Products HPU |
| ----------------------- | ----------------------- | ----------------------- |
| Num                     | Coureuse                | Pos                     |
| 121                     | Emma Boogaard (NED)     | AB                      |
| 122                     | Tiril Jørgensen (NOR)   | 22e                     |
| 123                     | Mari Hole Mohr (NOR)    | 41e                     |
| 124                     | Nicole Steigenga (NED)  | 16e                     |
| 125                     | Sylvie Swinkels (NED)   | 28e                     |
| 126                     | Nora Tveit (NOR)        | AB                      |

| Valcar-Travel & Service VAL | Valcar-Travel & Service VAL | Valcar-Travel & Service VAL |
| --------------------------- | --------------------------- | --------------------------- |
| Num                         | Coureuse                    | Pos                         |
| 131                         | Anastasia Carbonari (LAT)   | 12e                         |
| 132                         | Carlotta Cipressi (ITA)     | 62e                         |
| 133                         | Karolina Kumięga (POL)      | AB                          |
| 134                         | Ilaria Sanguineti (ITA)     | 9e                          |
| 135                         | Margaux Vigié (FRA)         | 11e                         |
| 136                         | Emma Redaelli (ITA)         | 85e                         |

| Proximus-Alphamotorhomes ___ | Proximus-Alphamotorhomes ___ | Proximus-Alphamotorhomes ___ |
| ---------------------------- | ---------------------------- | ---------------------------- |
| Num                          | Coureuse                     | Pos                          |
| 142                          | Ilse Grit (NED)              | 32e                          |
| 143                          | Trine Holmsgaard             | 53e                          |
| 144                          | Tessa Neefjes (NED)          | AB                           |
| 145                          | Jinse Peeters (BEL)          | AB                           |
| 146                          | Nienke Wasmus (NED)          | 25e                          |

| Lviv Cycling Team LCW | Lviv Cycling Team LCW    | Lviv Cycling Team LCW |
| --------------------- | ------------------------ | --------------------- |
| Num                   | Coureuse                 | Pos                   |
| 151                   | Alicia Evans (NZL)       | AB                    |
| 152                   | Kseniya Fedotova (UKR)   | 44e                   |
| 153                   | Hanna Johansson (SWE)    | AB                    |
| 154                   | Karolina Perekitko (POL) | 48e                   |

| Sans équipe ___ | Sans équipe ___       | Sans équipe ___ |
| --------------- | --------------------- | --------------- |
| Num             | Coureuse              | Pos             |
| 155             | Margarita Lopez (ESP) | AB              |

| Lviv Cycling Team LCW | Lviv Cycling Team LCW | Lviv Cycling Team LCW |
| --------------------- | --------------------- | --------------------- |
| Num                   | Coureuse              | Pos                   |
| 156                   | Olena Sharga (UKR)    | 81e                   |

| Jan van Arckel ___ | Jan van Arckel ___         | Jan van Arckel ___ |
| ------------------ | -------------------------- | ------------------ |
| Num                | Coureuse                   | Pos                |
| 161                | Eva Bijwaard (NED)         | AB                 |
| 162                | Lieke van der Draaij (NED) | AB                 |
| 163                | Tessa Dijksman (NED)       | AB                 |
| 164                | Paulien Koster (NED)       | 94e                |
| 165                | Puck Moonen (NED)          | 86e                |
| 166                | Inez Beijer (NED)          | 61e                |

| Merida Adelaar Ladies ___ | Merida Adelaar Ladies ___ | Merida Adelaar Ladies ___ |
| ------------------------- | ------------------------- | ------------------------- |
| Num                       | Coureuse                  | Pos                       |
| 171                       | Eline Jansen (NED)        | 60e                       |
| 172                       | Arenda Middendorp (NED)   | AB                        |
| 173                       | Femke Mossinkoff (NED)    | 91e                       |
| 174                       | Cornelie Smorenburg (NED) | AB                        |
| 175                       | Laura van Ramshorst (NED) | AB                        |
| 176                       | Miriam Fuselier (NED)     | AB                        |

| John Deere NWVG ___ | John Deere NWVG ___    | John Deere NWVG ___ |
| ------------------- | ---------------------- | ------------------- |
| Num                 | Coureuse               | Pos                 |
| 181                 | Lisa Bouwers (NED)     | AB                  |
| 182                 | Rixt Hoogland (NED)    | 33e                 |
| 183                 | Wendy Oosterwoud (NED) | 95e                 |
| 184                 | Tessa Bergsma (NED)    | AB                  |
| 186                 | Fleur Smith (NED)      | AB                  |

| Restore ___ | Restore ___                  | Restore ___ |
| ----------- | ---------------------------- | ----------- |
| Num         | Coureuse                     | Pos         |
| 191         | Aranka Berends (NED)         | AB          |
| 192         | Femke de Graaff (NED)        | AB          |
| 193         | Matilda Raynolds (AUS)       | 15e         |
| 194         | Yonna Van Dam (NED)          | AB          |
| 195         | Jennifer van der Voort (NED) | 65e         |
| 196         | Myrthe Willemsen (NED)       | AB          |

| Talent Cycling ___ | Talent Cycling ___          | Talent Cycling ___ |
| ------------------ | --------------------------- | ------------------ |
| Num                | Coureuse                    | Pos                |
| 201                | Lieske Coumans (NED)        | 101e               |
| 202                | Violinde den Breeijen (NED) | 56e                |
| 203                | Norah Minck (NED)           | AB                 |
| 204                | Lieke van Weereld (NED)     | AB                 |
| 205                | Esther Van der Burg (NED)   | AB                 |
| 206                | Lieke van Zeelst (NED)      | 73e                |

| Team Drenthe ___ | Team Drenthe ___             | Team Drenthe ___ |
| ---------------- | ---------------------------- | ---------------- |
| Num              | Coureuse                     | Pos              |
| 211              | Liena de Jong (NED)          | 102e             |
| 212              | Elke Oude Weernink (NED)     | 20e              |
| 213              | Meike Uiterwijk Winkel (NED) | AB               |
| 214              | Jip van Elst (NED)           | AB               |
| 215              | Marlies Vos (NED)            | 42e              |
| 216              | Floor Weerink (NED)          | 103e             |

| WV de Amstel ___ | WV de Amstel ___        | WV de Amstel ___ |
| ---------------- | ----------------------- | ---------------- |
| Num              | Coureuse                | Pos              |
| 221              | Nikky Alberts (NED)     | 99e              |
| 222              | Lisanne Immerzeel (NED) | AB               |
| 223              | Puck Pinxt (NED)        | AB               |
| 224              | Tessa Sandberg (NED)    | 88e              |
| 225              | Marike Veldhuis (NED)   | 98e              |

| Watersley R&D Cycling Team ___ | Watersley R&D Cycling Team ___ | Watersley R&D Cycling Team ___ |
| ------------------------------ | ------------------------------ | ------------------------------ |
| Num                            | Coureuse                       | Pos                            |
| 232                            | Karlijn Koops (NED)            | AB                             |
| 233                            | Ellie Parry (GBR)              | AB                             |
| 234                            | Iris Timmermans (NED)          | 39e                            |
| 235                            | Sophia Zwaan (NED)             | 49e                            |
| 236                            | Karin Söderqvist (SWE)         | AB                             |

| VD Velden Adviseurs ___ | VD Velden Adviseurs ___  | VD Velden Adviseurs ___ |
| ----------------------- | ------------------------ | ----------------------- |
| Num                     | Coureuse                 | Pos                     |
| 241                     | Marjet Groen (NED)       | 66e                     |
| 243                     | Judith Krabbenborg (NED) | 69e                     |
| 244                     | Vera Tieleman (NED)      | AB                      |
| 245                     | Anna van Wersch (NED)    | 97e                     |
| 246                     | Deborah Veerman (NED)    | 38e                     |